# Cầu Thủ Thiêm
Cầu Thủ Thiêm là một cây cầu bắc qua sông Sài Gòn, nối liền quận Bình Thạnh và thành phố Thủ Đức, Thành phố Hồ Chí Minh. Cầu có 6 làn xe, nối Khu đô thị mới Thủ Thiêm và trung tâm hiện hữu của thành phố và được thông xe vào năm 2005. Tổng kinh phí xây dựng cầu lên đến 1.099,6 tỷ đồng. Tổng thầu là Tổng công ty xây dựng số 1 thuộc Bộ Xây dựng.
Cầu Thủ Thiêm dài 1.250 m, phần cầu chính gồm 5 nhịp, 6 làn xe; phần cầu dẫn phía Bình Thạnh gồm bốn nhánh, mỗi nhánh 2 làn xe; cầu dẫn phía thành phố Thủ Đức dài 160 m, rộng tương đương 6 làn xe. Nút giao phía quận Bình Thạnh gồm một hầm chui trực thông dài 460 m trên đường Nguyễn Hữu Cảnh, rộng 4 làn xe. Đường dẫn phía thành phố Thủ Đức dài 280 m, mặt cắt ngang 47 m. Đường gom có tổng chiều dài 1.460 m, phía quận Bình Thạnh rộng 10,5 m, phía thành phố Thủ Đức rộng 9,5 m.
Điểm đầu dự án là giao giữa đường Ngô Tất Tố với đường Nguyễn Hữu Cảnh, phường 22, Bình Thạnh. Điểm cuối dự án kết nối với đường Lương Định Của (thành phố Thủ Đức); tuyến chạy theo tim đường Ngô Tất Tố hiện hữu vượt sông Sài Gòn. Cầu Thủ Thiêm được hợp long vào lúc 8 giờ 15 phút sáng ngày 29 tháng 11 năm 2007. Ông Lê Hoàng Quân - Chủ tịch Ủy ban Nhân dân Thành phố Hồ Chí Minh - đã cho mẻ bê tông đầu tiên vào vị trí hợp long của cầu.

## Hình ảnh

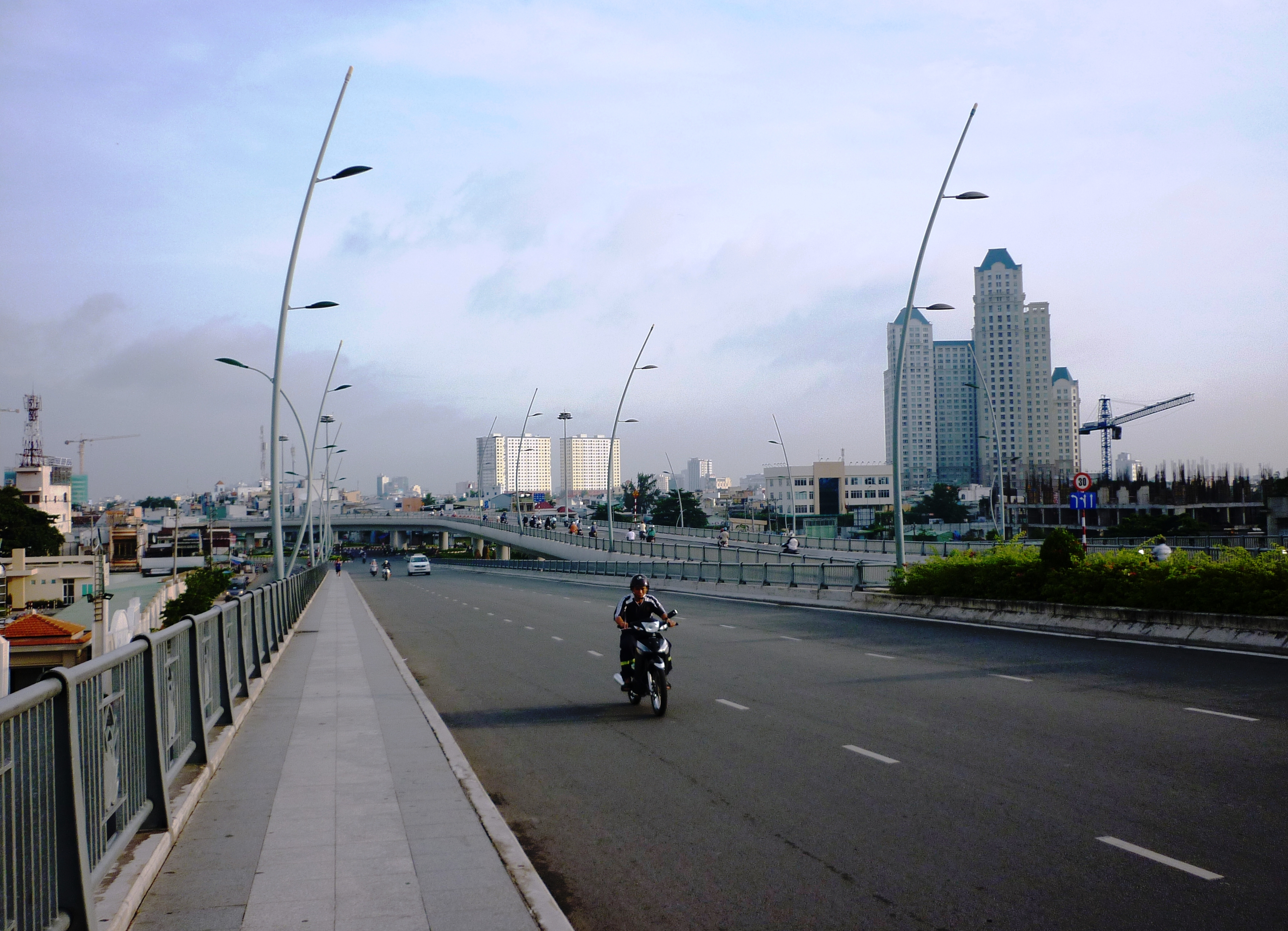
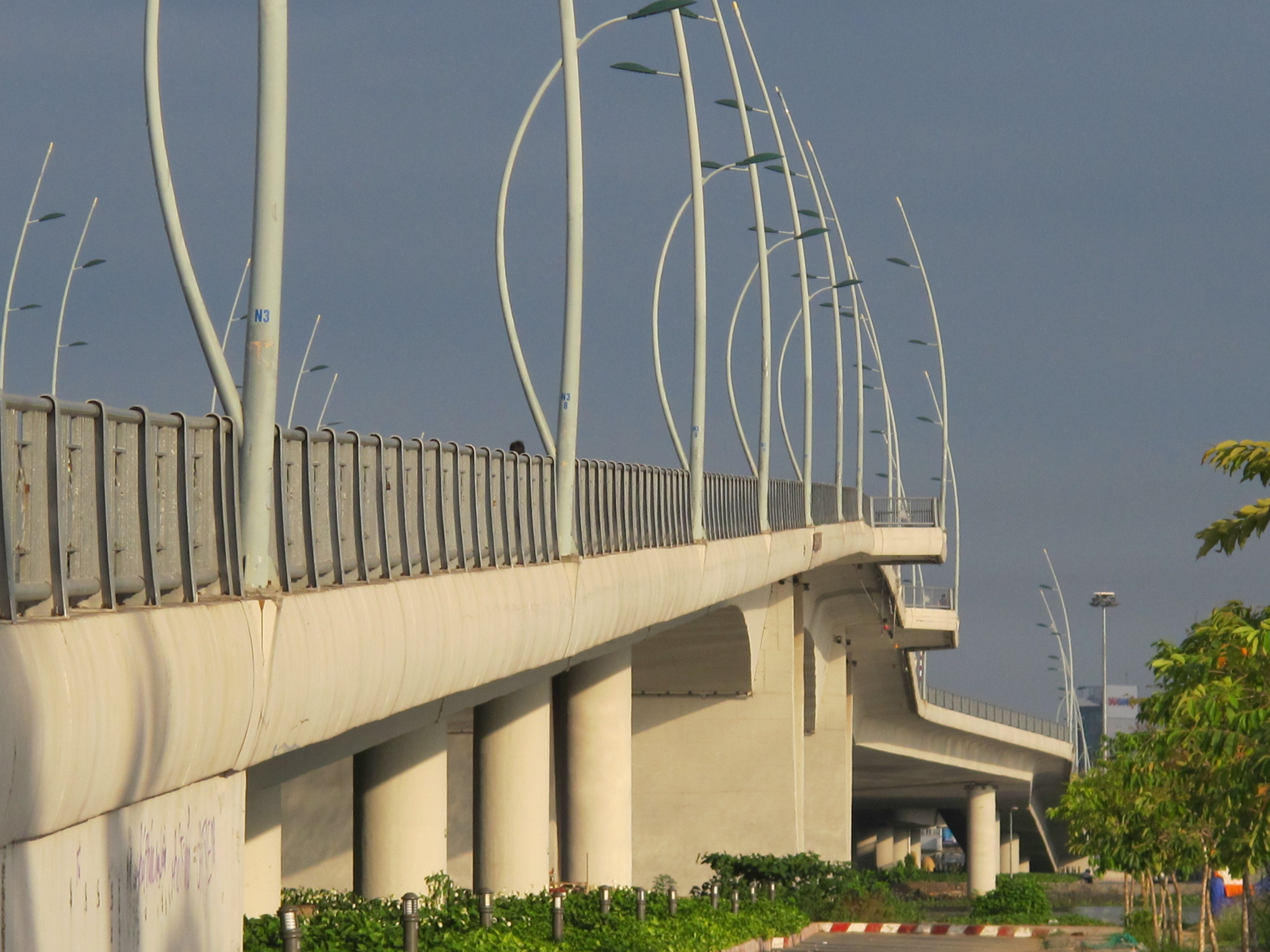
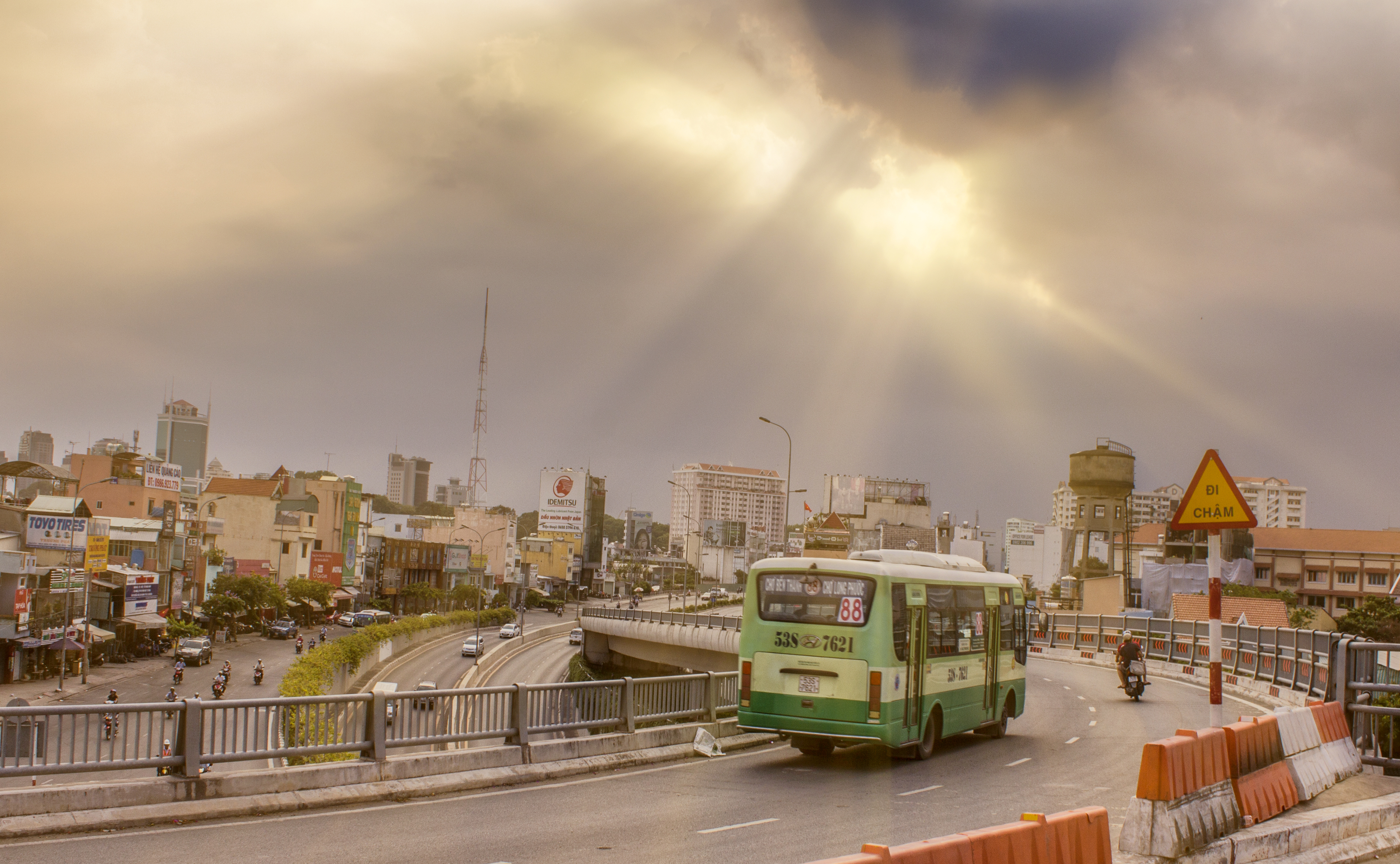
Nhánh cầu rẽ xuống đường Nguyễn Hữu Cảnh